# Arnold/Ma le gambe
Arnold/Ma le gambe è un singolo di Nico Fidenco, pubblicato nel 1980.

## Lato A
Arnold è un brano musicale scritto da Nico Fidenco autore anche della musica, su arrangiamenti di Giacomo Dell'Orso, che vede la partecipazione ai cori del Coro de I Nostri Figli di Nora Orlandi di cui faceva parte una giovanissima Georgia Lepore insieme a Maurizio Lauzi. Il brano è stato la prima sigla della serie televisiva Harlem contro Manhattan, poi nota in Italia col titolo Il mio amico Arnold, quando la sitcom andò in onda sulle emittenti locali.

## Lato B
Ma le Gambe è un brano scritto da Alfredo Bracchi e Giovanni D'Anzi su arrangiamenti di Giacomo Dell'Orso, interpretato da Nico Fidenco e dal Coro de I Nostri Figli di Nora Orlandi di cui faceva parte una giovanissima Georgia Lepore. Il brano è stato utilizzato come sigla della trasmissione televisiva Pianeta Cinema.